# Willemstad
Willemstad er hovedstaden på Curaçao og har 150.000(2015) indbyggere. Den største trafikvej går til Hato-lufthavnen (lokalt: Luchthaven Hato). Destinationen beflyves bl.a. af KLM fra Amsterdam. Willemstads indre by er med på UNESCOs verdensarvsliste.